# Friedrich von Jena

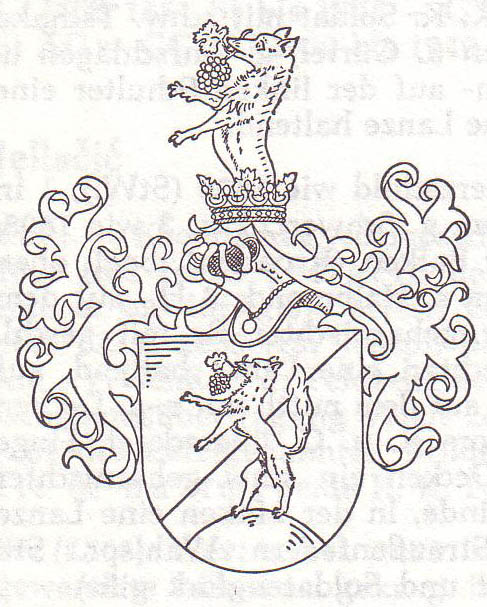
Herb rodziny von Jena

Friedrich von Jena (ur. 1 grudnia 1620 w Zerbst/Anhalt; zm. 10 września 1682 w Berlinie) – niemiecki dyplomata, pruski polityk i mąż stanu, profesor Uniwersytetu Viadrina we Frankfurcie nad Odrą.
Jego bratem był Gottfried von Jena (1624-1703).

## Dzieła
- De Judiciis eorumque patribus & Foro Compententiae
- De Dorationibus
- De Probatonibus
- De Imperatore Romanum Germanico
- De Majestate & ejus Juribus, quae valgo Regalia majora vocantur
- De Felonia
- De Successione descendentium ab intestato
- De Actionum in Herdes Transitione
- De Rebus sic stantibus diversi Juris
- De Locatione & Conductione, de Legibus, de Causa Conventionum ex casu pro Amico
- De Jure: Civili Canonico Feudali